# Spetsbåge
En spetsbåge är en båge som består av två cirkelsegment som möts i båghjässan så att där bildas en spets. Den var en av de mest utmärkande inslagen för den gotiska stilen – även kallad "spetsbågestil" – inom medeltidens arkitektur.
Den vanliga, liksidiga spetsbågen konstrueras så att cirkelsegmentens medelpunkter ligger i motstående anfang. När medelpunkterna läggs utanför anfangen benämns bågen hög spetsbåge eller lansettbåge, och om medelpunkterna läggs på bågens baslinje kallas spetsbågen tryckt.
Spetsbågen fick ett avgörande inflytande på den gotiska arkitekturen. Den kunde alltefter behov göras mer eller mindre brant och medgav därför stor frihet vid takkonstruktionen, medan den romanska stilen endast tillät kvadratiska valv över byggnadens olika partier. Mittskeppets kvadratiska valvok kunde nu förvandlas till rektangulära, och man kunde låta varje kvadratiskt valvok i sidoskeppen motsvaras av ett rektangulärt i huvudskeppet, så att varje enskild pelare i lika mån användes som stöd för helheten.
Även draperi-, karnis-, köl-, triangel- och tudorbågen kan kallas för spetsbågar.